# 路環街市 (巴士站)
路環街市（葡萄牙語：Mercado M. de Coloane）位於澳門路環恩尼斯總統前地與打纜街交界的一個巴士站。新福利15、26A路線、澳巴21A途經該站。

## 歷史
- 2005年5月1日起，26路線取消於夏季進入黑沙海灘，永久以此站為總站。
- 2011年8月1日起，50之離島區總站調整至此站。
- 2017年5月6日起，本站站名由「路環市區-2」改名為「路環街市」，而原來的站名「路環市區」則改由同日設立的新總站使用，25、50路線取消停靠本站。[1]
- 2018年6月30日至8月16日，26AT路線臨時開設，新增停靠本站。[2][3]
- 2018年9月1日，N3路線取消停靠本站。
- 2022年7月18日至22日，為方便往返路環島偏遠地區居民在區內維持基本維生出行需要，第一代15S路線臨時開設，新增停靠本站。[4]
- 2023年1月18日，26路線取消停靠此站。[5][6]

## 設施
- 本站設有站長室
- 一個候車亭及座椅

## 路線資料
| 新福利 | 15  | ↺ 九澳村 | 海洋花園                     | - 路環警察訓練營 - 聯生圓形地 - 金峰南岸（金譽峰） - 石排灣公屋群 - 路氹連貫公路（新濠影匯、巴黎人、威尼斯人） - 氹仔嘉樂庇馬路（龍環葡韻、信虹花園） - 氹仔舊城區（嘉模泳池、官也街、氹仔中葡小學、地堡街） - 澳門運動場 - 賽馬會及柯維納馬路（ 輕軌馬會站） - 氹仔海濱花園（ 輕軌海洋站） |
| 澳巴   | 21A | 九澳油庫 | 媽閣 輕軌媽閣站 媽閣交通樞紐 | - 路環警察訓練營 - 聯生圓形地 - 金峰南岸（金譽峰） - 石排灣公屋群 - 路氹連貫公路（新濠影匯、巴黎人、威尼斯人） - 氹仔嘉樂庇馬路（龍環葡韻、信虹花園） - 氹仔市區（百利寶花園、氹仔CTM） - 史伯泰（麗景灣酒店） - 蘇利安圓形地（小潭山觀景台） - 亞馬喇前地 - 殷皇子馬路及新馬路 - 河邊新街（粵通碼頭、司打口、下環） - 媽閣廟 |
| 新福利 | 26A | 黑沙海灘 | 筷子基北灣                   | - 路環警察訓練營 - 聯生圓形地 - 金峰南岸（金譽峰） - 石排灣公屋群 - 路氹連貫公路（新濠影匯、巴黎人、威尼斯人） - 望德聖母灣（威尼斯人、銀河 輕軌排角站） - 澳門運動場（ 輕軌運動場站） - 華寶及花城 - 氹仔市區（百利寶花園、氹仔CTM） - 史伯泰（麗景灣花園） - 蘇利安圓形地（小潭山觀景台） - 亞馬喇前地 - 殷皇子馬路及新馬路 - 十六浦及水上街市 - 沙梨頭海邊街 - 提督馬路（紅街市、蓮峰游泳池） - 青洲大馬路（北區警司處、嘉應花園） |

## 鄰近公共運輸站
C660 路環居民大會堂（Assoc. de M. de Coloane）
路線：15、21A、26A、N3夏季
C686 路環市區（Vila de Coloane）
路線：25、26、50、N3

## 外部連結
- 新福利官方網站 （繁體中文） （页面存档备份，存于）
- 澳巴官方網站 （繁體中文） （页面存档备份，存于）